# Demeillionia granti
Demeillionia granti är en loppart som först beskrevs av Rothschild 1904.  Demeillionia granti ingår i släktet Demeillionia och familjen Chimaeropsyllidae. Inga underarter finns listade i Catalogue of Life.